# Bakonynána története: egy bakonyi község múltja és jelene
A Bakonynána története: egy bakonyi község múltja és jelene egy Veress D. Csaba által írt történelmi könyv. A szerzemény 
Bakonynána  történelmét mutatja be az ősidőktől a rendszerváltás utánig.

## A könyv
A könyvet Veress D. Csaba történész írta. A szerzemény Bakonynána történelméről szól az ősidőktől a rendszerváltás utánig.
A mű 848 oldalból áll. A könyv két nyelven van írva: az egyik fele magyarul, a másik fele pedig németül van, hiszen Bakonynánán
sok sváb származású ember él. A könyvet a Bakonynánai Német Kisebbségi Önkormányzat adta ki 2002-ben. A könyv szerkesztésében részt vett Simonné Rummel Erzsébet is, a fordító pedig Hanák Ferencné volt.